# گیرمو موردیو
گیرمو موردیو (به اسپانیایی: Guillermo Mordillo) یکی از کاریکاتوریست‌های معروف بود که برنده چندین جایزه شده‌بود.
موردیلو (زاده چهارم اوت ۱۹۳۲ - درگذشته۳۰ ژوئن ۲۰۱۹)کارتونیست معروف اهل آرژانتین بود. وی عرصه فعالیت‌های هنری خود را تنها به کار در مجلات و چاپ کتاب خلاصه نکرد، بلکه آثار وی به شکل تقویم، کارت پستال‌های فکاهی عروسک و اسباب بازی برای کودکان، نقاشی و پویانمایی نیز در سراسر دنیا عرضه شده‌است.
از مهم‌ترین جوایز وی می‌توان به مدال نقره تولنتینو (ایتالیا ۱۹۶۷)، جایزه اول بولونیا (ایتالیا ۱۹۷۰)، مدال نقره ساریو (بوسنی ۱۹۷۲)، جایزه اول ققنوس آرژانتین و جایزه اول ناکوموری (توکیو ۱۹۷۷) برای آلبوم (کابوی دیوانه) اشاره کرد.